# 斯威尼山脈
75°06′S 069°15′W / 75.100°S 69.250°W
斯威尼山脈（英語：Sweeney Mountains）是南極洲的山脈，位於帕爾默地，全長64公里，處於豪貝格山脈以北48公里，由美國的探險隊發現，現時由南極條約體系管理。